# إيفا فلمز
إيفا فلمز (بالألمانية: Eva Wilms)‏ (و. 1952  م) هي منافسة ألعاب القوى ألمانية، ولدت في إسن، شاركت في الألعاب الأولمبية الصيفية 1976.

## روابط خارجية
- إيفا فلمز على موقع الاتحاد الدولي لألعاب القوى (الإنجليزية)
- إيفا فلمز على موقع اللجنة الأولمبية الدولية (الإنجليزية)
- إيفا فلمز على موقع أوليمبيديا (الإنجليزية)